# Sanger (Texas)
Sanger város az USA Texas államában, Denton megyében. Lakosainak száma 8839 fő (2020. április 1.).

## Népesség
A település népességének változása:

| 2010 | 6 916 |
| 2020 | 8 839 |